# David Albahari
David Albahari (Peć, 15. ožujka 1948. –  Beograd,  30. srpnja 2023.) bio je srpski književnik i prevoditelj, židovskog podrijetla.

## Životopis
Albahari piše uglavnom autobiografske romane i kratke priče. Godine 1973. objavljuje prvu zbirku priča "Porodično vreme". Široj publici postaje poznat 1982. kada objavljuje zbirku priča "Opis smrti" za koju dobiva Andrićevu nagradu. 
Godine 1991. postao je predsjednik Federacije židovskih zajednica Jugoslavije, a radio je i na evakuaciji židovskog stanovništva iz Sarajeva. Godine 1994. preselio se s obitelji u Calgary, Kanada.
Kasnih osamdesetih, Albahari je započeo prvu formalnu peticiju za legalizaciju marihuane u Jugoslaviji.
Dobitnik je NIN-ove nagrade za roman "Mamac" 1996. godine.
29. srpnja 2016. godine osvojio je prvu nagradu na festivalu "Друга приказна" (Druga priča), u Skoplju.
Umro je 30. srpnja 2023. godine u Beogradu.

### Zbirke priča
- "Porodično vreme" (1973.)
- "Obične priče" (1978.)
- "Opis smrti" (1982.)
- "Fras u šupi" (1984.)
- "Jednostavnost" (1988.)
- "Pelerina" (1993.)
- "Izabrane priče" (1994.)
- "Neobične priče" (1999., 2002.)
- "Drugi jezik" (2003., 2005.)
- "Senke" (2006.)
- "Svake noći u drugom gradu" (2008.)
- "21 priča o sreći" (2017.)

### Romani
- "Sudija Dimitrijević" (1978.)
- "Cink" (1988.)
- "Kratka knjiga" (1993.)
- "Snežni čovek" (1995.)
- "Mamac" (1996.)
- "Mrak" (1997.)
- "Gec i Majer" (1998.)
- "Svetski putnik" (2001.)
- "Pijavice" (2006.)
- "Marke" (2006.)
- "Ludvig" (2007.)
- "Brat" (2008.)

## Vanjske poveznice
- Stranice Davida Albaharija na srpskom i engleskom